# Bacchisa humeralis
Bacchisa humeralis är en skalbaggsart som beskrevs av Stefan von Breuning 1956. Bacchisa humeralis ingår i släktet Bacchisa och familjen långhorningar.
Artens utbredningsområde är Filippinerna. Inga underarter finns listade.